# Куантыров, Алибек Сакенович
Куантыров Алибек Сакенович (каз. Әлібек Сәкенұлы Қуантыров) — казахстанский государственный деятель. Министр национальной экономики Республики Казахстан (с 11 января 2022 года по 6 февраля 2024 года).

## Биография
Родился 14 ноября 1983 года в городе Атырау.

## Образование
В 2006 году окончил Томский государственный университет по специальностям «Финансы и кредит» и «Лингвистика и межкультурная коммуникация». В 2010 году окончил Мичиганский университет в США со степенью «Магистра прикладной экономики» по международной стипендии «Болашақ». Член Президентского молодёжного кадрового резерва 1.0. Владеет казахским, английским, испанским, немецким и русским языками.

### Трудовая деятельность
C сентября 2005 по февраль 2006 года — ведущий специалист Департамента внутренней администрации, Департамента международных отношений Министерства экономики и бюджетного планирования Республики Казахстан.
В 2007 году прошёл двухмесячную стажировку и семинар по экономической политике в Министерстве финансов Японии (г. Токио).
С февраля 2006 по октябрь 2010 года — эксперт, главный эксперт Департамента инвестиционной политики и планирования Министерства экономики и бюджетного планирования и Министерства экономического развития и торговли Республики Казахстан.
В ноябре 2010 года — начальник Управления стратегических разработок Департамента стратегического планирования и анализа Министерства экономического развития и торговли Республики Казахстан.
С ноября 2010 года по февраль 2013 года — заместитель директора Департамента бюджетной политики и планирования и Департамента бюджетного планирования и прогнозирования Министерства финансов Республики Казахстан.
С февраля по июнь 2013 года — заместитель председателя Комитета геологии и недропользования Министерства индустрии и новых технологий Республики Казахстан.
С июня 2013 по апрель 2019 года — заместитель заведующего Центром стратегических разработок и анализа, заместитель заведующего Отделом социально-экономического мониторинга Администрации Президента Республики Казахстан.
С апреля 2019 года по февраль 2021 года — заместитель заведующего Отделом канцелярии Первого Президента — Елбасы Республики Казахстан.
С февраля 2021 года по январь 2022 года — вице-министр национальной экономики Республики Казахстан.
С 11 января 2022 года — министр национальной экономики Республики Казахстан.
C 1 апреля 2024 года — генеральный директор Kazenergy.
30 июля 2024 года распоряжением президента Токаева назначен заместителем Министра иностранных дел Республики Казахстан.

## Награды
- Медаль «Ерен еңбегі үшін» (2017) и несколько юбилейных медалей
- DipIFR (МСФО), «Профессиональный бухгалтер»